# Anna Krystinová-Popelková
Anna Krystinová-Popelková (17. června 1866 Polička – 6. dubna 1928 Praha) byla česká spisovatelka a překladatelka.

## Životopis
Narodila se v rodině Františka Popelky, měšťana, mistra knihařského, redaktora (1830–1903) a Marie Popelkové-Čermákové (1834/1835–1913). Její sourozenci byli: František Ladislav Popelka (1857–1903), Marie Popelková (31. 7. 1859), Cecilie Popelková (20. 10. 1861), Rozalia Jílková (1863–1947), Václav Popelka (1866–1946), Jan Popelka (19. 11. 1868), Karolína Popelková (28. 7. 1870), Jindřich Popelka (1871–1932), Otakar Popelka (1876–1928) a Ludmila Brettschneiderová (1878–1953). Za manžela měla Františka Krystina (16. 6. 1879), svatbu měli 22. 4. 1902 v Poličce.
Anna působila jako spisovatelka, překladatelka, redaktorka a sběratelka pohádek. Literární činnosti se věnovali také bratři František Ladislav, její dvojče Václav a sestra Karolína. Roku 1901 převzala od bratra Václava tiskárnu v Týně nad Vltavou. Roku 1921 vystoupila z církve katolické. V Poličce byla pěstounkou v mateřské škole, funkcionářkou Spolku pro zájmy škol mateřských. Založila časopisy Ohlasy českého jihu, Nová knihovna a redigovala časopis Jitřenka. V Praze pracovala ve Spolku učitelek ručních prací v Praze-Vinohradech.

## Dílo

### Próza
- V zápalu o trofej – in: Jitřenka, r.1892, č. 11–12
- Strunám lýry – in: Lýra, r. 1892, č. 5
- Na prostonárodních táčkách – in: Jitřenka, r. 1893, č. 13–20
- Fata morgana – in: Pracovna, seš. 7, příl.
- Děti na Poličsku – In: Jitřenka, r. 1896, č. 13–20
- Za jeden hřích: román z vesnice – Velké Meziříčí: Šašek a Frgal, 1895
- Na besedě: pohádky – Polička: František Popelka, 1897
- Chudobky: Almanach Spolku paní a dívek v Poličce – Anna Popelková: Fragment z velikého požáru Poličky r. 1845; F. Libíček: Jan Bohumil Eiselt; R. Netolická: Spolek paní a dívek v Poličce ... Polička: nákladem Spolku, František Popelka, 1896[4]

### Překlady
- Valdštýnova první láska: historicko-romantické obrazy – Georg Karl Reginald Herlossohn; z němčiny. 1910[5]